# Resolució 198 del Consell de Seguretat de les Nacions Unides
La Resolució 198 del Consell de Seguretat de les Nacions Unides, aprovada per unanimitat el 18 de desembre de 1964, va reafirmar les seves resolucions anteriors a Xipre i va ampliar el període d'estacionament de la Força de les Nacions Unides pel Manteniment de la Pau a Xipre durant uns altres 3 mesos, que ara acaben el 26 de març de 1965.